# Forest (Contea di Richland, Wisconsin)
Forest è un comune degli Stati Uniti, situato in Wisconsin, nella Contea di Richland.